# Organi della cappella del castello di Frederiksborg

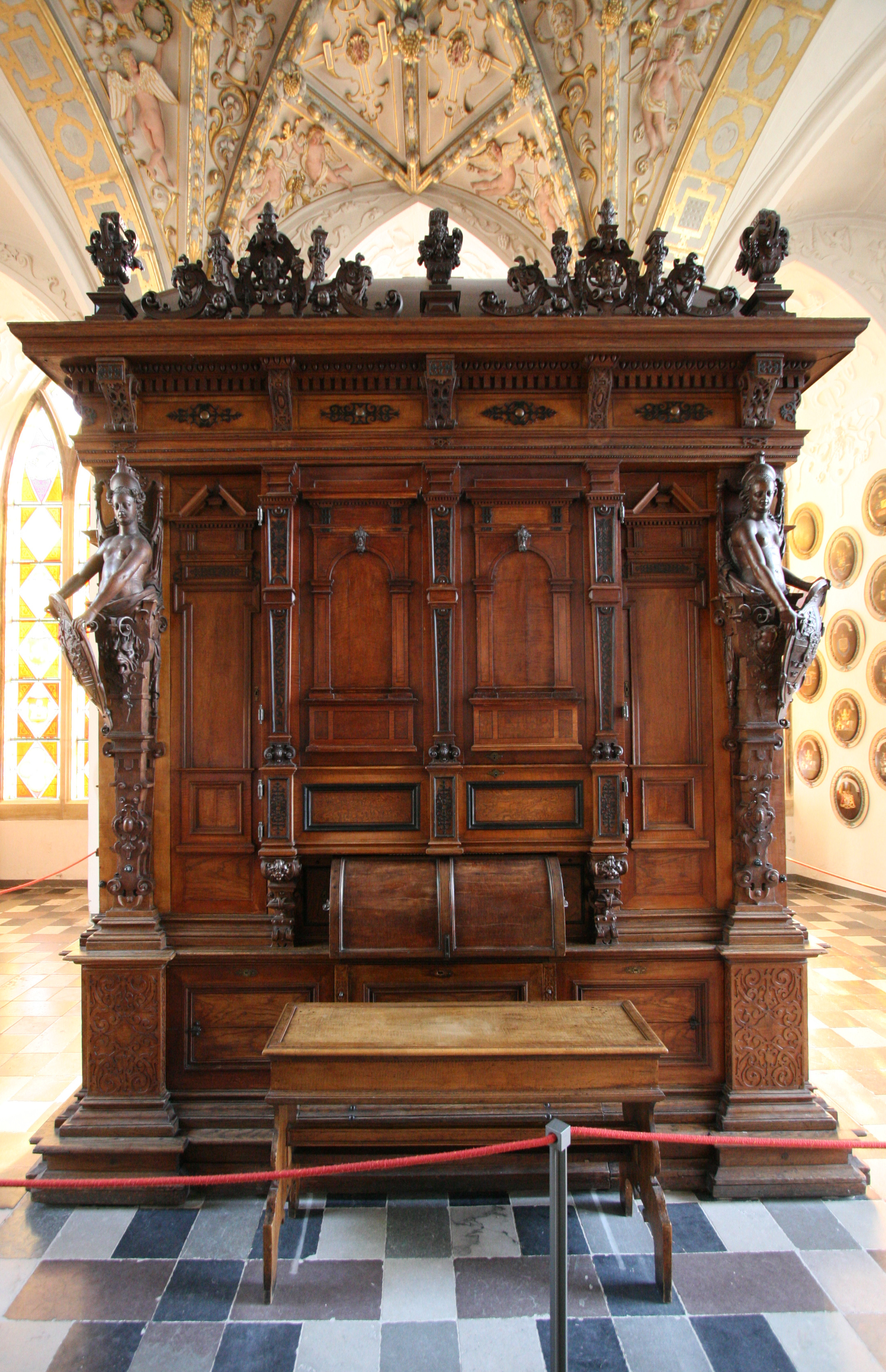
L'organo Compenius.

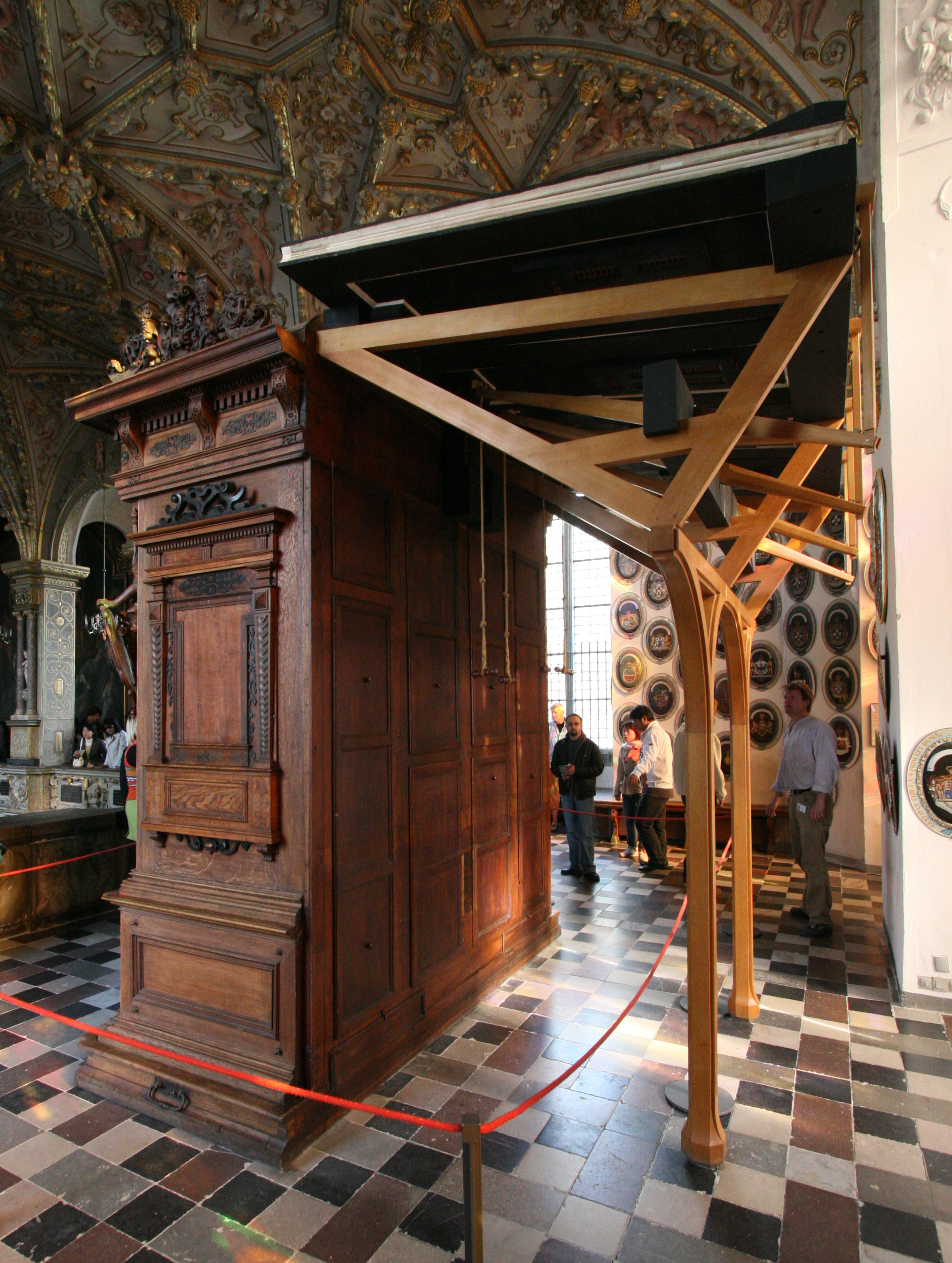
I mantici, posti sul retro dello strumento.

Con organi della cappella del castello di Frederiksborg ci si riferisce ai quattro strumenti musicali presenti all'interno della cappella del castello di Frederiksborg, in Danimarca.

## L'organo Compenius, c.a. 1610

### Storia
L'organo venne realizzato all'inizio del XVII secolo su richiesta del duca Enrico Giulio di Brunswick-Lüneburg, un nobile amante delle arti, e si trova fin dal 1617 all'interno della cappella del castello di Frederiksborg, in Danimarca. L'intento alla base di questo strumento era principalmente quello di dimostrare fino a che punto l'arte organaria fosse progredita, e quanti suoni gradevoli fosse possibile produrre utilizzando esclusivamente canne in legno.
Per svolgere questo compito il duca scelse Esaias Compenius, uno dei più famosi organari dell'epoca, e nominò Michael Praetorius, suo organista e teorico musicale, come consulente nell'impresa. Dopo la morte del duca, nel 1613, il progetto venne continuato da suo cognato, il re Cristiano IV di Danimarca.
L'organo, ancora perfettamente funzionante, presenta le tipiche sonorità degli strumenti rinascimentali. Una volta alla settimana, in occasione del Concerto del Giovedì, le portelle della facciata dello strumento vengono aperte per mostrarne il pregevole contenuto. L'organo venne realizzato senza badare a spese, utilizzando avorio e legni pregiati. Le decorazioni esterne sono opera dell'intagliatore Herman van de Velde.
Tutte le 1 001 canne sono realizzate in legno (quercia, pero, acero, noce ed ebano). I registri ad ancia contengono chiaramente anche parti in metallo. Le canne di facciata, anch'esse in legno, sono ricoperte in avorio.
Lo strumento fu restaurato una prima volta nel 1895 da Felix Reinburg e A.V. Busch, i mantici nel 1981-82 da Th. Frobenius & Sønner, e successivamente, in diverse fasi, tra il 1985 e il 1992, da Mads Kjersgaard, inizialmente con la collaborazione di Jürgen Ahrend.
I registri sono azionabili da leve decorate con piccole teste umane in argento. La disposizione fonica è la seguente:
| Primo manuale - Overværk |        |
| Gross Principal          | 8'     |
| Gross GedactFlöite       | 8'     |
| Prospect Principal       | 4'     |
| GemsHorn                 | 4'     |
| NachtHorn                | 4'     |
| PlockFlöite              | 4'     |
| Gedact-Quint             | 2' 2/3 |
| Kleine Flöite            | 2'     |
| RancketRegal             | 16'    |

| Secondo manuale - Positiv |        |
| QuintaDehna               | 8'     |
| GedactFlöite              | 4'     |
| GemsHorn                  | 4'     |
| NaSatt                    | 1' 1/2 |
| Block Flöite Cantus       | 2'     |
| Zimbel                    | I      |
| PrinciPal Discant         | 4'     |
| BlockFlöite Cantus        | 4'     |
| KrumbHorn                 | 8'     |
| Klein Regal               | 4'     |

| Pedal              |     |
| GedactFlöiten Bass | 16' |
| GemsHorn Bass      | 8'  |
| QuintaDehn Bass    | 8'  |
| QuerFlöiten Bass   | 4'  |
| NachtHorn Bass     | 2'  |
| PawrFlöiten Bass   | 1'  |
| Sordunen Bass      | 16' |
| Dulcian Bass       | 8'  |
| Regal Bass         | 4'  |

I nomi dei registri sopra riportati sono una spiegazione di Mads Kjersgaard. Sulle teste dei comandi dei registri, invece, si trovano unicamente le iniziali, qui riportate in grassetto.
Estensione tastiere: Do1-Do5, pedaliera: Do1-Re3. Ottava corta per tastiere e pedaliera.
Unioni: Pos-Overværk (i tasti del positivo vengono bloccati quando si uniscono le tastiere).
Accessori: Tremolo, comune per tastiere e pedale (ricostruzione del 1990). Cornamusa (3 canne ad ancia) e Kleinhümlichen (3 canne ad ancia) posti ai lati delle tastiere, con comando per attivare ciascuna delle singole canne e valvola di comando generale per i due registri. Tamburo: (composto da due canne, probabilmente risalente al 1693).
Temperamento: Mesotonico (8 terze pure). Accordatura: La3 = 468 Hz a ca. 20 °C. Pressione del vento: 55-60 mm in colonna d'acqua.
Manticeria composta da 4 mantici a cuneo e suddivisa in 2 sezioni: 2 mantici per i manuali e 2 per il pedale. I canali provenienti dalle 2 sezioni possono essere messi in comunicazione con apposita valvola. I mantici sono posti dietro lo strumento ad un'altezza di circa 2,5 metri e sono azionabili manualmente tramite sistema di corde e carrucole. Non é presente elettroventilatore.
Trasmissione: meccanica per tastiere, pedale e registri. Somieri a tiro.

## L'organo "nuovo" - P.G. Andersen, 1972

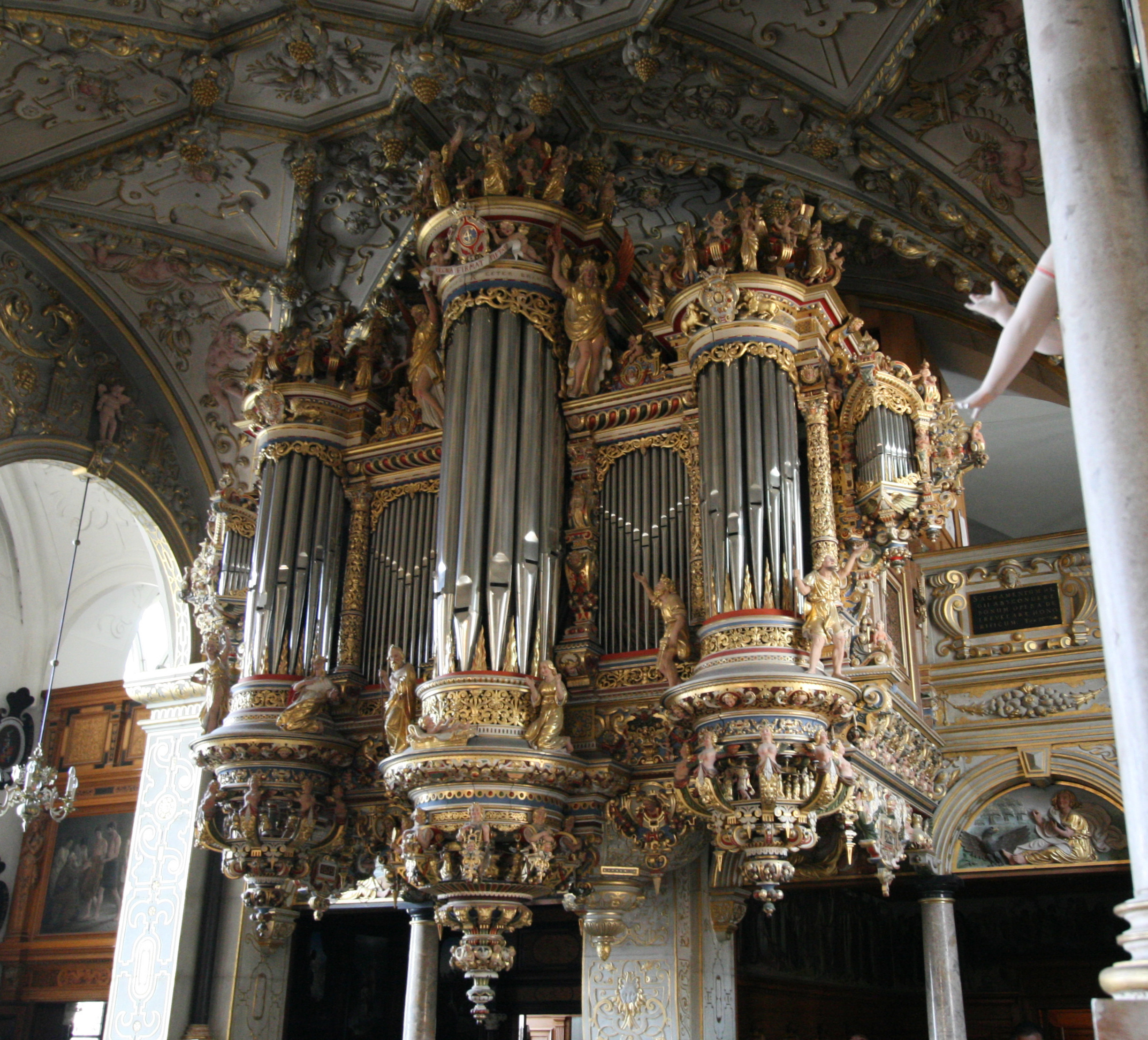
L'organo Marcussen-Andersen.

### Storia
Oltre al rinomato organo Compenius, la cappella del castello di Frederiksborg ospita altri 3 organi. Il più recente, che occupa attualmente la funzione di "organo principale", è stato costruito nel 1972 da Poul Gerhard Andersen, andando ad affiancarsi, o meglio ad anteporsi, all'organo Marcussen ivi presente sin dal 1864.
La cassa e le canne di facciata, copia di quelle tardo-rinascimentali di Maas e Lorentz e realizzate entrambe sempre da Marcussen, sono state conservate.
Lo strumento di Andersen dispone di 38 registri suddivisi fra tre manuali e pedaliera. Alcuni lavori di restauro vennero eseguiti nel 1996 e nel 2001, sempre dalla ditta Paul Andersen & Bruhn.

### Caratteristiche tecniche
La disposizione fonica è la seguente:
| Primo manuale - Hovedværk |        |
| Principal                 | 8'     |
| Blokfløjte                | 8'     |
| Oktav                     | 4'     |
| Dækfløjte                 | 4'     |
| Rørquint                  | 2' 2/3 |
| Oktav                     | 2'     |
| Terz                      | 1' 3/5 |
| Mixtur                    | V      |
| Trompet                   | 16'    |
| Trompet                   | 8'     |

| Secondo manuale - Positiv |        |
| Principal                 | 8'     |
| Gedakt                    | 8'     |
| Oktav                     | 4'     |
| Kobbelfløjte              | 4'     |
| Oktav                     | 2'     |
| Quint                     | 1' 1/3 |
| Oktav                     | 1'     |
| Scharf                    | IV     |
| Skalmeje                  | 16'    |
| Krumhorn                  | 8'     |

| Terzo manuale - Récit |     |
| Gedakt                | 16' |
| Rørfløjte             | 8'  |
| Gamba                 | 8'  |
| Voce celeste          | 8'  |
| Fløjte                | 4'  |
| Fløjte                | 2'  |
| Sesquialtera          | II  |
| Mixtur                | IV  |
| Obo                   | 8'  |
| Clairon               | 4'  |

| Pedal     |             |
| Subbass   | 16'         |
| Principal | 8'          |
| Gedakt    | 8'          |
| Quint     | 5' 1/3      |
| Octav     | 4'          |
| Quartian  | 2' 2/3 + 2' |
| Fagot     | 16'         |
| Trompet   | 8'          |

Estensione tastiere: Do1-Sol5, pedale: Do1-Fa3.
Unioni II-I, III-I, I-Ped., II-Ped., III-Ped. e Quarto Manuale di Unione (suona Positivo e Recitativo).
Positivo e Recitativo sono chiusi nella stessa cassa espressiva.
Tremoli per Positivo e Recitativo.
4 x 2 000 combinazioni aggiustabili (Jens Langvad).
Trasmissione meccanica per tastiere, pedaliera e registri.
Somieri a tiro.

## L'organo "vecchio" - Marcussen, 1864
Dietro l'attuale organo di P.G. Andersen si trova attualmente l'organo che fu pensato da Marcussen come strumento principale per la cappella nel 1863-1864. Si hanno notizie di un primo organo iniziato da Nicolaus Maas intorno al 1613, e, dopo la morte di questi, ultimato nel 1617 da Johan Lorentz. L'organo sopravvisse al grande incendio che devastò il castello nel 1859, ma venne distrutto appena alcuni giorni dopo, quando le rovine della volta vi crollarono sopra. Ad esso si ispiró Marcussen nel ricostruire la cassa e la facciata, il resto dello strumento venne tuttavia concepito in stile romantico, come si voleva all'epoca.
L'organo subì diverse modifiche nel restauro del 1944-47 ad opera della ditta Th. Frobenius & Co.. Nel 1972, in occasione della costruzione del nuovo organo di P.G. Andersen, si scelse di conservare lo strumento, pur relegandolo dietro lo strumento nuovo. In quell'occasione vennero rimosse alcune aggiunte di Frobenius (del 1944).
Lo strumento fu poi restaurato nel 2001 da Marcussen & Søn con il ripristino della disposizione fonica originale.
Lo strumento ha 25 registri, disposti su 2 manuali e pedale.
| Primo manuale - Hovedværk |        |
| Bordun                    | 16'    |
| Principal                 | 8'     |
| Flauto major              | 8'     |
| Gedakt                    | 8'     |
| Salicional                | 8'     |
| Oktav                     | 4'     |
| Gemshorn                  | 4'     |
| Nasat                     | 2' 2/3 |
| Oktav                     | 2'     |
| Cornet                    | III-IV |
| Trompet                   | 8'     |

| Secondo manuale - Preludeerværk |     |
| Gedakt                          | 16' |
| Violinprincipal                 | 8'  |
| Flauto amabile                  | 8'  |
| Rørfløjte                       | 8'  |
| Fugara                          | 8'  |
| Fløjte                          | 4'  |
| Gambetta                        | 4'  |
| Euphonia                        | 8'  |

| Pedal     |     |
| Subbass   | 16' |
| Principal | 8'  |
| Fiolonsel | 8'  |
| Gedakt    | 8'  |
| Oktav     | 4'  |
| Basun     | 16' |

Estensione tastiera: Do1-fa5, pedale: Do1-Re3.
Unioni: II-I, I-Ped.
Trasmissione meccanica per tastiere, pedale e registri. Somieri a tiro.

## L'organo corale - Thomsen & Jensen, 1962
Concepito originariamente per la vicina chiesa di Ullerød, lo strumento venne acquistato dalla cappella del castello e montato su carrello con ruote per poter essere eventualmente spostato (lavoro eseguito nel 2011 da Sven Hjorth Andersen).
L'organo dispone di 5 registri.
| Manuale    |    |
| Gedakt     | 8' |
| Principal  | 4' |
| Rørfløjte  | 4' |
| Gemshorn   | 2' |
| Spidsoktav | 1' |

Estensione tastiera: Do1-sol5.
Trasmissione meccanica per tastiera e registri. Somiere a tiro.